# 대구스타디움 보조경기장
대구스타디움 보조경기장(大邱스타디움補助競技場, Daegu Auxiliary Stadium)은 대한민국 대구광역시에 있는 스포츠 시설이다. 천연잔디 필드와 우레탄 트랙이 갖춰진 다목적 경기장이며, 2001년 6월에 개장되었다.

## 참고 문헌
- 〈대구스타디움〉. 《두피디아》. 두산.
- “대구광역시 체육시설 현황 - 대구스타디움”. 대구광역시청.
- 《전국 공공체육 시설 현황 (2017년말 기준)》. 대한민국 문화체육관광부. 2019.
- 《2019년 전국 공공체육시설 현황 (2018년말 기준)》. 대한민국 문화체육관광부. 2020.
- 《2020년 전국 공공체육시설 현황 (2019년말 기준)》. 대한민국 문화체육관광부. 2021.
- 《2022년 전국 공공체육시설 현황 (2021년말 기준)》. 대한민국 문화체육관광부. 2023.
- 《2023 전국 공공체육시설 현황 (2022년 12월말 기준)》. 대한민국 문화체육관광부. 2024.

## 같이 보기
- 대구스타디움